# Elelea
Elelea is een kevergeslacht uit de familie van de boktorren (Cerambycidae). De wetenschappelijke naam van het geslacht werd voor het eerst geldig gepubliceerd in 1865 door Pascoe.

## Soorten
Elelea omvat de volgende soorten:
- Elelea concinna (Pascoe, 1857)
- Elelea multipunctata Heller, 1923